# میان‌یخچالی

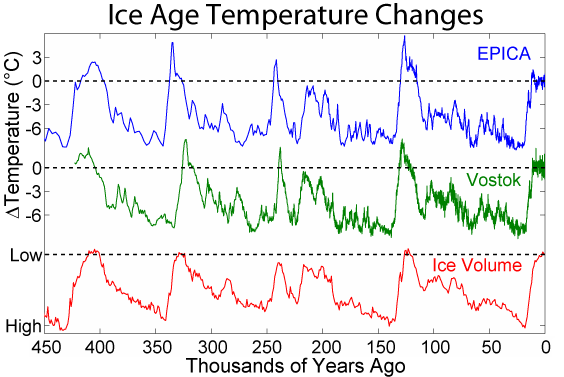
نمایش الگوی تغییرات دما و حجم یخ مرتبط با دوره‌های یخچالی و میان‌یخچالی اخیر.

دوره میان‌یخچالی یا دوره میان‌یخساری فاصله زمین‌شناختی دمای گرم‌تر میانگین جهانی است که صدها سال به طول می‌انجامد و دوره‌های یخچالی پیوسته با یک عصر یخبندان را از هم جدا می‌کند. دوره میان‌یخچالی کنونی هولوسن از اواخر پلیستوسن در حدود ۱۱۷۰۰ سال پیش تا کنون ادامه دارد.